# Lasioglossum tenue
Lasioglossum tenue là một loài Hymenoptera trong họ Halictidae. Loài này được Ellis mô tả khoa học năm 1913.